# Christopher Nolan
Ngài Christopher Edward Nolan CBE (/ˈnoʊlən/; sinh ngày 30 tháng 7 năm 1970) là một nam nhà làm phim kiêm doanh nhân người Mỹ gốc Anh. Được đánh giá là nhà làm phim tiên phong trong thế kỷ 21, ông nổi tiếng với những tác phẩm bom tấn của Hollywood thông qua lối kể chuyện đầy phức tạp của mình. Các tác phẩm của ông đã thu về hơn 6,6 tỷ USD trên toàn cầu, qua đó giúp ông trở thành đạo diễn có doanh thu cao thứ bảy mọi thời đại. Trong suốt sự nghiệp của mình, Nolan đã giành được nhiều giải thưởng cao quý, trong đó có hai giải BAFTA, hai giải Quả cầu vàng và hai giải Oscar. Ông được phong tặng danh hiệu Chỉ huy Đế chế Anh vào năm 2019, và sau này được phong tước hiệp sĩ vào năm 2024 cho những đóng góp của mình trong ngành điện ảnh.
Sinh ra và lớn lên ở Luân Đôn, Nolan nuôi dưỡng niềm đam mê làm phim từ khi còn nhỏ. Sau khi theo học ngành văn học Anh tại Đại học London, ông đã thực hiện một số bộ phim ngắn trước khi ra mắt tác phẩm điện ảnh đầu tay của mình với tựa đề Following (1998). Nolan bắt đầu được truyền thông quốc tế chú ý hơn với bộ phim thứ hai mang tên Memento (2000) – tác phẩm giúp ông nhận được một đề cử giải Oscar cho Kịch bản gốc hay nhất. Ông bắt đầu chuyển từ công tác làm phim độc lập sang làm phim cho các hãng phim lớn với tác phẩm Insomnia (2002), và tiếp tục đạt thành công lớn cả về mặt thương mại lẫn chuyên môn với bộ ba phim The Dark Knight Trilogy (2005–2012), cũng như thực hiện các tác phẩm Ảo thuật gia đấu trí (2006) và Kẻ trộm giấc mơ (2010), Hố đen tử thần (2014) và Cuộc di tản Dunkirk (2017). Sau khi phát hành Tenet (2020), Nolan chia tay với hãng phim phát hành lâu năm Warner Bros. Pictures và chuyển sang cộng tác với Universal Pictures thông qua Oppenheimer (2023), bộ phim giúp ông giành giải Oscar cho Đạo diễn xuất sắc nhất và Phim hay nhất.
Các bộ phim của Nolan thường bắt nguồn từ các chủ đề tri thức luận và siêu hình học, khám phá đạo đức con người, cấu tạo của thời gian cùng bản chất dễ uốn nắn của trí nhớ và bản sắc cá nhân. Tác phẩm của ông thấm nhuần những hình ảnh và khái niệm lấy cảm hứng từ toán học, cách tường thuật phi tuyến tính độc đáo, hiệu ứng hình ảnh thực tế, thử nghiệm âm thanh, định dạng phim khổ lớn và các quan điểm duy vật. Ngoài vai trò đạo diễn, Nolan còn đảm nhiệm vai trò đồng biên kịch cho một số bộ phim của mình cùng người em trai Jonathan, đồng thời cũng tham gia điều hành công ty sản xuất Syncopy Inc. cùng với vợ ông, Emma Thomas.

## Tiểu sử
Nolan sinh ra ở Westminster, London và lớn lên ở Highgate. Cha của ông, Brendan James Nolan, là một chuyên viên quảng cáo người Anh từng làm việc dưới vai trò giám đốc sáng tạo. Mẹ của ông, Christina (nhũ danh Jensen), vốn ban đầu là một tiếp viên hàng không người Mỹ, nhưng sau này đã chuyển sang làm giáo viên tiếng Anh. Thời thơ ấu của Nolan bị chia cắt giữa London và Evanston, Illinois và ông có cả hai quốc tịch Anh và Mỹ. Ông có một người anh trai tên Matthew, và một người em trai tên Jonathan – cũng là một nhà làm phim. Lớn lên, Nolan đặc biệt bị ảnh hưởng bởi các tác phẩm của Ridley Scott và các bộ phim khoa học viễn tưởng như 2001: A Space Odyssey (1968) và Chiến tranh giữa các vì sao (1977). Ông bắt đầu làm phim từ năm 7 tuổi, sử dụng máy quay Super 8 mm của cha và thực hiện các bộ phim ngắn với mô hình nhân vật đồ chơi. Một trong số những bộ phim ngắn này là tác phẩm hoạt hình stop-motion tri ân tới Chiến tranh giữa các vì sao mang tên Space Wars. Ông đã tuyển vai em trai Jonathan của mình vào phim và tự dựng bối cảnh phim từ "đất sét, bột mì, hộp trứng và giấy vệ sinh." Chú của ông, một nhân viên NASA chuyên xây dựng hệ thống hướng dẫn cho tên lửa Apollo, đã gửi cho ông một số đoạn phim ghi lại quá trình phóng tên lửa: "Tôi đã quay lại chúng và cắt chúng ra, vì nghĩ rằng sẽ không ai nhận ra", Nolan cho biết. Từ năm mười một tuổi, ông đã khao khát trở thành một nhà làm phim chuyên nghiệp. Giữa năm 1981 và 1983, Nolan đăng ký học tại Barrow Hills, một trường dự bị Công giáo ở Weybridge, Surrey, do các linh mục Josephite điều hành. Ở tuổi thiếu niên, Nolan bắt đầu luyện tập làm phim với Adrien và Roko Belic. Nolan và Roko đồng đạo diễn Tarantella (1989), một bộ phim tác phẩm độc lập siêu thực phát sóng trên kênh Public Broadcasting Service.
Nolan theo học tại trường cao đẳng tư Haileybury and Imperial Service College ở Hertford Heath, Hertfordshire và sau đó học văn học Anh tại University College London (UCL). Từ chối chương trình giáo dục điện ảnh truyền thống, ông bắt đầu theo đuổi "bằng cấp về một thứ gì đó không liên quan... bởi vì nó mang lại góc nhìn khác cho mọi việc." Ông đã chọn UCL vì chất lượng cơ sở hạ tầng cho việc làm phim. Nolan là chủ tịch của Hiệp hội Điện ảnh Union, và cùng với bạn gái Emma Thomas, ông đã chiếu các phim điện ảnh 35 mm trong suốt năm học và sử dụng số tiền kiếm được để sản xuất phim 16 mm vào mùa hè.

## Sự nghiệp

### 1993–2003: Bắt đầu sự nghiệp và những đột phá
Sau khi lấy bằng cử nhân văn học Anh năm 1993, Nolan làm công việc phân tích kịch bản, vận hành máy quay và đạo diễn video cho các tổ chức cũng như các phim công nghiệp. Năm 1995, ông bắt đầu thực hiện Larceny, bộ phim ngắn đen trắng được quay vào một ngày cuối tuần với trang thiết bị hạn chế cùng dàn diễn viên và đội ngũ làm phim nhỏ. Được thực hiện dưới nguồn kinh phí của Nolan và quay bằng thiết bị của Hội Điện ảnh UCLU, bộ phim được gửi tham dự Liên hoan phim Cambridge năm 1996, đồng thời được coi là một trong những phim ngắn hay nhất của UCL. Phim ngắn thứ ba của Nolan là Doodlebug (1997), kể về một người đàn ông đuổi theo một con côn trùng và rồi phát hiện ra rằng đó là phiên bản thu nhỏ của chính anh. Nolan và Thomas lần đầu tiên thử sức với phim điện ảnh dài vào giữa những năm 1990 với một dự án tên là Larry Mahoney; tuy nhiên dự án này đã bị hủy bỏ và chưa bao giờ được phát hành. Trong khoảng thời gian này, Nolan hầu như cũng không thành công trong việc khởi động các dự án cá nhân. Ông cho biết mình đã nhận được cả "chồng thư từ chối" khi bước những bước đầu tiên vào lĩnh vực làm phim, và nói thêm rằng "nguồn tài chính rất hạn chế ở Vương quốc Anh. [...] Chưa bao giờ [tôi] nhận được bất kỳ sự hỗ trợ nào từ ngành công nghiệp điện ảnh Anh."
Năm 1998, Nolan phát hành bộ phim điện ảnh đầu tiên của mình với tựa đề Following, do ông tự biên kịch, đạo diễn, quay phim và dựng phim. Tác phẩm mô tả một nhà văn trẻ thất nghiệp theo dấu những người lạ tại London với hy vọng họ sẽ cung cấp tài liệu cho cuốn tiểu thuyết đầu tiên của mình, nhưng bị lôi kéo vào một thế giới ngầm tội phạm khi anh không thể giữ được khoảng cách. Từ kinh nghiệm của Nolan khi sống ở London và bị trộm tại căn hộ của mình, ông nhận thấy rằng đặc điểm chung giữa thói quen ăn cắp vặt và việc theo đuổi ai đó qua đám đông là cả hai đều "đưa bạn vượt ra ngoài ranh giới của các mối quan hệ xã hội thông thường". Đồng sản xuất bởi Nolan với Thomas và Theobald, tác phẩm được thực hiện với kinh phí 3.000 GBP. Hầu hết dàn diễn viên và đoàn làm phim đều là bạn của đạo diễn, và việc quay phim diễn ra vào các dịp cuối tuần ròng rã trong suốt một năm. Để bảo tồn các cuộn phim, mỗi cảnh đã được diễn tập kỹ lưỡng để đảm bảo rằng ngay lần quay đầu tiên hoặc thứ hai của phân cảnh đó đã có thể được sử dụng trong bản chỉnh sửa cuối cùng. Following đã giành được một số giải thưởng trong thời gian tham dự các liên hoan phim và được các nhà phê bình đón nhận nồng nhiệt; The New Yorker viết rằng bộ phim "giống với tác phẩm kinh điển của Hitchcock", nhưng "mỏng manh hơn". Janet Maslin của The New York Times thì rất ấn tượng với "vẻ rảnh rỗi" và cách quay phim cầm tay nhanh nhẹn. Vào ngày 11 tháng 12 năm 2012, tác phẩm được phát hành dưới định dạng DVD và Blu-ray như một phần của The Criterion Collection.
Thành công của Following đã cho Nolan cơ hội để làm cho Memento (2000), một bộ phim mang tính đột phá trong sự nghiệp của ông. Người em trai Jonathan đã trình bày ý tưởng về một người đàn ông mắc chứng quên thuận chiều, phải sử dụng các ghi chú và hình xăm để săn lùng kẻ đã giết vợ mình. Jonathan đã biến ý tưởng này thành một tác phẩm truyện ngắn mang tên "Memento Mori" (2001), rồi sau đó Nolan phát triển một kịch bản phim kể ngược lại câu chuyện. Aaron Ryder, giám đốc điều hành của Newmarket Films, cho biết đây là "có lẽ là kịch bản sáng tạo nhất mà tôi từng thấy". Bộ phim được lựa chọn với kinh phí 4,5 triệu USD, với Guy Pearce và Carrie-Anne Moss đảm nhiệm hai vai chính. Memento được công chiếu lần đầu tại Liên hoan phim Quốc tế Venice vào tháng 9 năm 2000 và nhận được sự hoan nghênh từ giới phê bình. Joe Morgenstern của The Wall Street Journal đã viết trong bài đánh giá của mình: "Tôi không nghĩ rằng một bộ phim lại có thể vừa thông minh, vừa tạo sức ảnh hưởng mà đồng thời cũng lại hài hước và lém lỉnh đến vậy." Basil Smith trong cuốn sách The Philosophy of Neo-Noir, đã so sánh Memento với Luận về sự hiểu biết của con người của John Locke, lập luận rằng những ký ức có ý thức tạo nên danh tính của chúng ta, vốn là một chủ đề mà Nolan đã khai thác trong phim. Bộ phim đạt thành công về doanh thu phòng vé và nhận được nhiều giải thưởng, bao gồm các đề cử giải Oscar và giải Quả cầu vàng cho Kịch bản phim xuất sắc nhất, giải Tinh thần độc lập cho Đạo diễn xuất sắc nhất và Kịch bản xuất sắc nhất, và một đề cử tại Giải thưởng của Hiệp hội Đạo diễn Hoa Kỳ (DGA). Memento được nhiều nhà phê bình đánh giá là một trong những phim điện ảnh hay nhất thập niên 2000. Năm 2017, bộ phim được Thư viện Quốc hội Hoa Kỳ lựa chọn để lưu trữ tại Viện lưu trữ phim quốc gia Hoa Kỳ vì những "ý nghĩa về mặt văn hóa, lịch sử hoặc thẩm mỹ".
Ấn tượng với công việc của Nolan trong Memento, Steven Soderbergh đã mời Nolan đạo diễn bộ phim giật gân tâm lý Insomnia (2002), với sự tham gia của nhiều diễn viên đoạt giải Oscar như Al Pacino, Robin Williams và Hilary Swank. Ban đầu hãng Warner Bros. muốn tìm một đạo diễn dày dạn kinh nghiệm hơn, nhưng Soderbergh và hãng Section Eight Productions của ông đã đấu tranh để đưa Nolan vào dự án, cũng như lựa chọn nhà quay phim Wally Pfister và nhà dựng phim Dody Dorn. Với kinh phí 46 triệu USD, tác phẩm được mô tả là "một bộ phim Hollywood bình thường hơn nhiều so với những gì mà [Nolan] đã thực hiện trước đây". Là phiên bản làm lại của bộ phim Na Uy cùng tên năm 1997, Insomnia kể về hai thám tử Los Angeles được cử đến một thị trấn phía bắc Alaska để điều tra vụ sát hại một thiếu niên địa phương. Tác phẩm nhận được đánh giá tích cực từ các nhà phê bình và biểu diễn tốt tại phòng vé, thu về 113 triệu USD toàn cầu. Nhà phê bình phim Roger Ebert ca ngợi bộ phim vì đã đưa ra những quan điểm và ý tưởng mới về các vấn đề đạo đức và tội lỗi: "Không giống như hầu hết các bản phim làm lại, bản Insomnia của Nolan không phải là một bản sao chép nhạt nhẽo mà là một bản tái kiểm định lại các chất liệu cũ, giống như kiểu một phiên bản sản xuất lại của một vở kịch xuất sắc vậy." Richard Schickel của Time coi Insomnia là "tác phẩm kế nhiệm xứng đáng" cho Memento. Sau Insomnia, Nolan đã lên kế hoạch cho một bộ phim tiểu sử về Howard Hughes với sự tham gia của Jim Carrey. Ông đã viết phần kịch bản, mà ông tiết lộ là "kịch bản hay nhất mà tôi từng viết", nhưng khi biết rằng Martin Scorsese cũng đang thực hiện một bộ phim tiểu sử về Hughes – tác phẩm The Aviator (2004) – Nolan đã miễn cưỡng hủy bỏ kịch bản của mình và chuyển sang các dự án khác. Sau khi từ chối lời mời đạo diễn cho tác phẩm sử thi lịch sử Troy (2004), Nolan bắt tay vào quá trình chuyển thể cuốn tiểu thuyết tội phạm The Keys to the Street của nhà văn Ruth Rendell và dự định sẽ đạo diễn tác phẩm này cho hãng Fox Searchlight Pictures. Sau cùng, dự án này tiếp tục bị Nolan bỏ dở do những điểm tương đồng với các bộ phim trước đây của ông. Nolan cũng tham gia chuyển thể điện ảnh bộ phim truyền hình The Prisoner, nhưng sau đó tiếp tục rời bỏ dự án.

### 2003–2013: Sự công nhận rộng rãi
Đầu năm 2003, Nolan tiếp cận Warner Bros. với ý tưởng làm một bộ phim mới về Batman, dựa trên câu chuyện về nguồn gốc của nhân vật. Nolan bị cuốn hút bởi ý tưởng đặt tác phẩm vào một thế giới gợi nhớ đến các phim điện ảnh chính kịch cổ điển hơn là những phim điện ảnh giả tưởng chuyển thể từ truyện tranh. Ông chủ yếu sử dụng các diễn viên hoặc mô hình đóng thế truyền thống cùng với hiệu ứng ảnh nhỏ trong quá trình quay phim, đồng thời hạn chế sử dụng công nghệ CGI. Tác phẩm này – với tựa đề Huyền thoại Người Dơi – là dự án lớn nhất mà Nolan đã thực hiện cho đến thời điểm đó, được công chiếu vào tháng 6 năm 2005 với nhiều thành công về mặt thương mại cùng sự đón nhận của giới phê bình. Với sự tham gia của Christian Bale trong vai chính, cùng với Michael Caine, Gary Oldman, Morgan Freeman và Liam Neeson, bộ phim đã làm sống lại loạt phim Batman. Sau khi nhận về những lời khen ngợi về chiều sâu tâm lý cùng tính hợp thời, Huyền thoại Người Dơi đã trở thành phim điện ảnh có doanh thu cao thứ tám trong năm 2005 tại Hoa Kỳ và là phim điện ảnh có doanh thu cao thứ chín của năm đó trên phạm vi toàn cầu. Tác phẩm đã được đề cử một giải Oscar cho Quay phim xuất sắc nhất, đồng thời được coi là một trong những bộ phim có ảnh hưởng nhất của thập niên 2000.
Trước khi quay trở lại loạt phim Batman cho phần tiếp theo, Nolan đã đảm nhiệm vai trò đạo diễn, đồng biên kịch và sản xuất cho The Prestige (2006), một dự án chuyển thể từ cuốn tiểu thuyết cùng tên của nhà văn Christopher Priest về hai pháp sư đối địch ở thế kỷ 19. Kịch bản phim là kết quả của những lần hợp tác không liên tục trong suốt 5 năm giữa Nolan và người em trai Jonathan, mà trong đó Jonathan đã bắt tay vào công đoạn này từ năm 2001. Nolan dự định thực hiện tác phẩm vào năm 2003, nhưng ông đã tạm gác lại dự án sau khi đồng ý nhận ghế đạo diễn cho Huyền thoại Người Dơi. Với sự tham gia của Hugh Jackman và Christian Bale trong hai vai chính, The Prestige đã nhận được sự hoan nghênh của giới phê bình và thu về hơn 109 triệu USD toàn cầu. Roger Ebert mô tả bộ phim là "đậm chất điện ảnh – đậm đặc, ám ảnh và đầy quỷ quyệt"; còn Kenneth Turan của Los Angeles Times thì gọi tác phẩm là "bộ phim chínnh kịch đáng sợ và đầy tham vọng". Philip French đã viết trong bài đánh giá của mình cho The Guardian: "Ngoài những phấn khích về trí tuệ hoặc triết học mà nó tạo ra, The Prestige cũng rất hấp dẫn, hồi hộp, bí ẩn, cảm động và dí dỏm một cách u ám." The Prestige đã nhận được đề cử Giải Oscar cho Quay phim xuất sắc nhất và Chỉ đạo nghệ thuật xuất sắc nhất.
Năm 2006, Nolan thông báo rằng phần tiếp theo của Huyền thoại Người Dơi sẽ mang tựa đề Kỵ sĩ bóng đêm. Với phần phim thứ hai, Nolan muốn phát triển chất phim noir của bộ phim đầu tiên bằng cách đào sâu vào "câu chuyện về một thành phố, một câu chuyện hình sự có sức nặng... nơi bạn thể thấy được những cảnh sát, hệ thống tư pháp, người nghèo, người giàu, tội phạm". Được phát hành vào tháng 7 năm 2008 với sự hoan nghênh nhiệt liệt của giới phê bình, Kỵ sĩ bóng đêm được coi là một trong những phim điện ảnh hay nhất những năm 2000 và là một trong những bộ phim siêu anh hùng xuất sắc nhất từng được thực hiện. Manohla Dargis của The New York Times nhìn nhận tác phẩm với giá trị nghệ thuật cao hơn nhiều các phim bom tấn khác của Hollywood: "Được đặt ở lằn ranh giữa phim nghệ thuật và phim công nghiệp, thơ ca và giải trí, tác phẩm u ám và sâu sắc hơn bất kỳ bộ phim Hollywood nào thuộc thể loại chuyển thể truyện tranh." Ebert cũng bày tỏ quan điểm tương tự khi mô tả tác phẩm như một "bộ phim ám ảnh vượt xa nguồn gốc ban đầu để trở thành một tấn thảm kịch hấp dẫn." Kỵ sĩ bóng đêm lập nhiều kỷ lục phòng vé trong suốt thời gian chiếu rạp, thu về hơn 1 tỷ USD toàn cầu. Tại Giải Oscar lần thứ 81, bộ phim đã được đề cử tám giải thưởng, trong đó giành được giải Oscar cho Biên tập âm thanh xuất sắc nhất và giải Nam diễn viên phụ xuất sắc nhất dành cho Heath Ledger. Nolan đã nhận được nhiều giải thưởng và đề cử cho vai trò đạo diễn của ông. Kỵ sĩ bóng đêm được Thư viện Quốc hội Hoa Kỳ vinh danh là tác phẩm "có ý nghĩa về mặt văn hóa, lịch sử hoặc thẩm mỹ" vào năm 2020 và được chọn để bảo quản trong Viện lưu trữ phim quốc gia.
Sau thành công của Kỵ sĩ bóng đêm, Warner Bros. ký hợp đồng với Nolan dưới vai trò chỉ đạo đạo diễn của Inception (2010). Nolan cũng đảm nhiệm vai trò biên kịch và đồng sản xuất của dự án. Bộ phim này được ông mô tả là "tác phẩm khoa học viễn tưởng đương đại đặt trong cấu trúc của tâm trí con người". Với sự tham gia của dàn diễn viên lớn gồm Leonardo DiCaprio, Inception đã trở thành một thành công cả về mặt thương mại lẫn chuyên môn sau khi phát hành vào tháng 7 năm 2010. Cây viết Richard Roeper của Chicago Sun-Times đã tặng cho bộ phim điểm tuyệt đối "A+" và gọi tác phẩm là "một trong những bộ phim hay nhất của thế kỷ [21]". Mark Kermode đã gọi đây là bộ phim hay nhất năm 2010: "Inception là bằng chứng cho thấy rằng con người không hề ngu dốt, rằng điện ảnh không phải là rác rưởi, và rằng phim bom tấn và nghệ thuật có thể là một." Bộ phim đã thu về hơn 836 triệu USD toàn cầu và được đề cử cho tám giải Oscar, bao gồm Phim hay nhất và Kịch bản gốc hay nhất; và giành chiến thắng tại các hạng mục Quay phim xuất sắc nhất, Hòa âm xuất sắc nhất, Biên tập âm thanh xuất sắc nhất và Hiệu ứng hình ảnh xuất sắc nhất. Nolan cũng được đề cử cho giải BAFTA và giải Quả cầu vàng, cùng nhiều giải thưởng khác.
Năm 2012, Nolan đạo diễn bộ phim Batman thứ ba và cũng là cuối cùng của ông, mang tựa đề Kỵ sĩ bóng đêm trỗi dậy, với Christian Bale tiếp tục đảm nhiệm vai nam chính. Mặc dù ban đầu Nolan do dự về việc tiếp tục thực hiện loạt phim, nhưng ông đã đồng ý quay lại dự án sau khi phát triển một câu chuyện với em trai mình và David S. Goyer mà ông cảm thấy sẽ kết thúc loạt phim theo cách thành công nhất. Bộ phim được phát hành vào tháng 7 năm 2012 và nhận về những đánh giá tích cực. Christy Lemire của Associated Press viết trong bài đánh giá của mình rằng Nolan đã kết thúc loạt ba phim điện ảnh của mình theo một cách "ngoạn mục, đầy tham vọng", nhưng không thích sự "quá tải" và nghiệt ngã trong phần cốt truyện. Cũng giống như phần phim tiền nhiệm, bộ phim đạt thành công rực rỡ tại phòng vé, trở thành bộ phim thứ mười ba cán mốc doanh thu 1 tỷ USD. Trong suất chiếu sớm lúc nửa đêm của bộ phim tại rạp chiếu Century 16 ở Aurora, Colorado, một tay súng đã nổ súng bên trong rạp, khiến 12 người thiệt mạng và 58 người khác bị thương. Nolan sau đó đã chia buồn với các nạn nhân của "thảm kịch vô nghĩa" này với báo chí. Trong các cuộc thảo luận về Kỵ sĩ bóng đêm trỗi dậy vào năm 2010, Goyer đã nói với Nolan về ý tưởng giới thiệu nhân vật Superman trong bối cảnh hiện đại. Ấn tượng với ý tưởng của Goyer, Nolan đã giao ý tưởng về Người đàn ông thép (2013) này cho Warner Bros; hãng phim sau đó đã mời Nolan tham gia dự án dưới vai trò sản xuất, còn Zack Snyder ngồi ghế đạo diễn. Với sự tham gia của Henry Cavill, Amy Adams, Kevin Costner, Russell Crowe và Michael Shannon, Người đàn ông thép đã thu về hơn 660 triệu USD tại các phòng vé trên toàn thế giới, dù nhận được nhiều phản ứng trái chiều. Bất chấp những lời nhận xét phân cực, Nolan hoàn toàn bị ấn tượng bởi tác phẩm của Snyder; ông tin rằng bộ phim sẽ có khả năng làm khán giả phấn khích như ông đã từng khi xem phiên bản Superman của Christopher Reeve năm 1978.

### 2014–2019: Đẳng cấp auteur của Hollywood
Nolan sau đó đảm nhiệm vai trò đạo diễn, biên kịch kiêm sản xuất cho dự án khoa học viễn tưởng Hố đen tử thần (2014). Những bản thảo đầu tiên của kịch bản do Jonathan Nolan phụ trách, và ban đầu tác phẩm vốn sẽ do Steven Spielberg đạo diễn. Dựa trên lý thuyết khoa học của nhà vật lý lý thuyết Kip Thorne, bộ phim theo chân một nhóm phi hành gia du hành xuyên qua một lỗ sâu để tìm kiếm ngôi nhà mới cho nhân loại. Với sự tham gia diễn xuất của Matthew McConaughey, Anne Hathaway, Jessica Chastain, Bill Irwin, Michael Caine và Ellen Burstyn, Hố đen tử thần được công chiếu vào tháng 11 năm 2014 và nhận về nhiều đánh giá tích cực cùng thành công lớn về doanh thu phòng vé, thu về hơn 700 triệu USD toàn cầu. A. O. Scott đã bình luận trong bài đánh giá của ông cho The New York Times: "Hố đen tử thần [...] là một cuộc phiêu lưu sâu rộng, đậm tính tương lai, được thúc đẩy bởi nỗi đau buồn cùng sự sợ hãi và hối tiếc." Nhà làm phim tài liệu Toni Myers nói về bộ phim: "Tôi yêu thích bộ phim vì nó giải quyết được phần khó khăn nhất trong hành trình khám phá của con người, đó là cuộc hành trình của nhiều thế hệ. Đây quả thực là một tác phẩm nghệ thuật." Hố đen tử thần cũng được ca ngợi vì tính chính xác về mặt khoa học, là tiền đề cho việc xuất bản hai bài báo khoa học; Tạp chí Vật lý Hoa Kỳ cũng kêu gọi các trường học công chiếu bộ phim này trong những tiết học khoa học. Tại Giải Oscar lần thứ 87, bộ phim giành chiến thắng ở hạng mục Hiệu ứng hình ảnh xuất sắc nhất và nhận được bốn đề cử khác – Nhạc phim hay nhất, Hòa âm hay nhất, Biên tập âm thanh xuất sắc nhất và Thiết kế sản xuất xuất sắc nhất. Năm 2014, Nolan và Emma Thomas cũng đảm nhiệm vai trò giám đốc sản xuất cho Trí tuệ siêu việt, phim điện ảnh đạo diễn đầu tay của cộng sự quay phim lâu năm của Nolan – Wally Pfister.
Giữa thập niên 2010, Nolan tham gia vào một số dự án liên doanh để lưu trữ và phân phối phim điện ảnh của các nhà làm phim ít tên tuổi. Công ty sản xuất của ông, Syncopy, đã liên doanh với Zeitgeist Films để phát hành ấn bản Blu-ray của các tựa phim uy tín của Zeitgeist. Nolan đã đạo diễn bộ phim tài liệu ngắn có tựa đề Quay (2015), là một phần trong bản phát hành Blu-ray của phim hoạt hình do anh em nhà Quay đạo diễn. Ông cũng khởi động một loạt các sự kiện điện ảnh nhằm giới thiệu các tác phẩm của anh em nhà Quay như In Absentia, The Comb và Street of Crocodiles. Chương trình và phim ngắn của Nolan đã nhận được sự hoan nghênh từ giới phê bình, trong đó tờ IndieWire bình luận trong bài đánh giá của họ rằng hai anh em "chắc chắn sẽ có hàng trăm, nếu không muốn nói là hàng nghìn người hâm mộ vì Nolan, và vì vậy The Quay Brothers in 35mm sẽ luôn là một trong những đóng góp quan trọng nhất [của Nolan] cho ngành điện ảnh thế giới". Năm 2015, Nolan cũng tham gia ban giám đốc của The Film Foundation, một tổ chức phi lợi nhuận có trụ sở tại Hoa Kỳ chuyên bảo quản phim, và được Thư viện Quốc hội Mỹ bổ nhiệm cùng với Martin Scorsese để phục vụ trên Ủy ban Bảo tồn Phim Quốc gia (NFPB) với tư cách là đại diện của DGA.
Sau khi làm giám đốc sản xuất cùng với Thomas trong Batman đại chiến Superman: Ánh sáng công lý (2016) và Liên minh Công lý (2017) của Zack Snyder. Nolan trở lại ghế đạo diễn với dự án Cuộc di tản Dunkirk (2017). Dựa trên kịch bản gốc của chính ông và đồng sản xuất với Thomas, câu chuyện lấy bối cảnh trong Chiến tranh thế giới thứ hai và cuộc di tản của binh lính Đồng Minh khỏi các bãi biển ở Dunkirk, Pháp vào năm 1940. Mô tả bộ phim như một câu chuyện sinh tồn với cấu trúc tam liên, Nolan muốn tạo ra một "bộ phim thể nghiệm" với phần lời thoại tối giản hết mức có thể. Ông nói rằng ông đã chờ đợi để làm Cuộc di tản Dunkirk cho đến khi nhận được sự tin tưởng của một hãng phim lớn cho phép ông thực hiện dự án như một phim điện ảnh Anh Quốc, nhưng với kinh phí của Mỹ. Trước khi quay phim, Nolan đã tìm lời khuyên từ Spielberg, người sau đó đã nói trong một cuộc phỏng vấn với Variety rằng ông "biết và tôn trọng Chris [Nolan vì cậu ấy] là một trong những nhà làm phim giàu trí tưởng tượng nhất thế giới, lời khuyên của tôi dành cho cậu ta là hãy để trí tưởng tượng của cậu bay đi, như cách mà tôi đã làm với Ryan". Với sự tham gia của các diễn viên Fionn Whitehead, Jack Lowden, Aneurin Barnard, Harry Styles, Tom Hardy, Mark Rylance, Cillian Murphy và Kenneth Branagh, Cuộc di tản Dunkirk được công chiếu tại các rạp vào tháng 7 năm 2017 với sự hoan nghênh rộng rãi của giới phê bình cùng doanh thu phòng vé ấn tượng. Tác phẩm thu về hơn 526 triệu USD toàn cầu, trở thành phim điện ảnh Chiến tranh thế giới thứ hai có doanh thu cao nhất mọi thời đại. Trong bài đánh giá của mình, Mick LaSalle của San Francisco Chronicle đã viết: "Đây là một trong những bộ phim chiến tranh hay nhất từng được thực hiện, với những khác biệt về hình thức, cách tiếp cận và hiệu ứng mà nó mang lại cho người xem. Có những bộ phim – vốn rất hiếm – đưa bạn ra khỏi hiện thực và khiến bạn đắm chìm hoàn toàn vào một trải nghiệm khác biệt trong trạng thái kinh ngạc tột độ. Cuộc di tản Dunkirk là loại phim như vậy." Bộ phim nhận được nhiều giải thưởng và đề cử, trong đó có đề cử giải Oscar đầu tiên của Nolan cho Đạo diễn xuất sắc nhất.

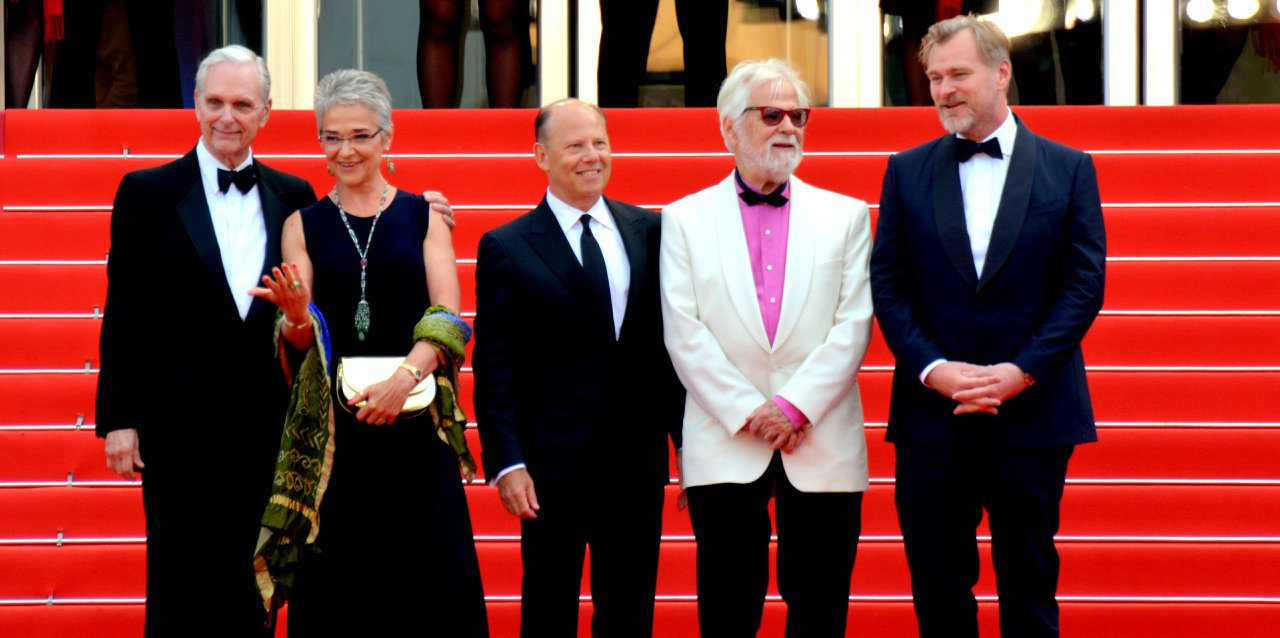
Nolan (phải) cùng Keir Dullea, Katharina Kubrick, Ron Sanders và Jan Harlan tại Liên hoan phim Cannes 2018

Năm 2018, Nolan đã giám sát một bản in 70mm của tác phẩm 2001: A Space Odyssey (1968) của Stanley Kubrick, được làm từ âm bản của máy quay gốc; ông đã trình chiếu tác phẩm tại Liên hoan phim Cannes 2018. USA Today quan sát thấy những người tham gia liên hoan phim đã chào đón đạo diễn "như một ngôi sao nhạc rock với sự hoan nghênh nhiệt liệt." Một năm sau, Nolan và Thomas đảm nhiệm vai trò giám đốc sản xuất hành trong The Doll's Breath (2019), một phim hoạt hình ngắn do anh em nhà Quay đạo diễn. Vào cuối thập kỷ này, Nolan đã tạo dựng được danh tiếng như một "auteur Hollywood" và "đạo diễn ngôi sao". The Cinemaholic viết, "ông là một trong những cái tên dễ nhận biết nhất trong giới đạo diễn. Ông đã ghi nhận thành công chưa từng có cả trong lĩnh vực thương mại lẫn chuyên môn – một kỳ tích hiếm hoi để đạt được. Có rất nhiều người hâm mộ trên toàn cầu – không chỉ ở Mỹ – tôn thờ ông và theo dõi mọi hành động của Nolan."

### 2020–nay: Tiếp nối thành công
Nolan tiếp tục ngồi ghế đạo diễn cho phim điện ảnh điệp viên Tenet (2020), một dự án được The Sunday Times mô tả là "một cuộc quay cuồng toàn cầu về những thứ đậm chất Nolan". Ông đã làm việc với kịch bản phim trong hơn năm năm sau khi cân nhắc về những ý tưởng chính của nó trong hơn một thập kỷ. Trì hoãn ba lần do đại dịch COVID-19, Tenet được phát hành vào tháng 8 năm 2020, và là phim trụ cột đầu tiên của Hollywood ra mắt tại các rạp sau khi hoạt động kinh doanh phòng vé bị ngưng trệ vì đại dịch. Với sự tham gia diễn xuất của John David Washington, Robert Pattinson, Elizabeth Debicki, Dimple Kapadia, Michael Caine và Kenneth Branagh, bộ phim đã thu về 363 triệu USD toàn cầu với ngân sách sản xuất 200 triệu USD. Tenet nhận được đánh giá tích cực từ các nhà phê bình. Peter Bradshaw của The Guardian đã chấm cho bộ phim đủ năm sao, nhận xét tác phẩm này "phi lý theo truyền thống của Point Blank của Boorman, hay thậm chí là Zabriskie Point của Antonioni". Leslie Felperin của The Hollywood Reporter mô tả tác phẩm là "một bộ phim lạnh lùng, não nề – rất dễ để ngưỡng mộ, đặc biệt là vì nó rất giàu tính táo bạo và độc đáo, nhưng lại không thể yêu mến vì thiếu tính nhân văn nhất định." Bộ phim đã chiến thắng đề cử Hiệu ứng hình ảnh xuất sắc nhất tại Lễ trao giải Oscar lần thứ 93, và cũng được đề cử cho Thiết kế sản xuất xuất sắc nhất. Sau khi phát hành Tenet, Nolan tham gia Ban cố vấn của Hiệp hội Kỹ sư Điện ảnh và Truyền hình, và cuốn sách của cây bút Tom Shone viết về các tác phẩm của Nolan, The Nolan Variations: The Movies, Mysteries, and Marvels of Christopher Nolan (2020), đã được phát hành và nhận được sự hoan nghênh của giới phê bình. Sam Mendes gọi cuốn sách này là "Thông thái, phức tạp, rắc rối và mở rộng tâm trí – nó gần như bạn sẽ đến được bức vẽ Escher, đó là bộ não đáng chú ý của Christopher Nolan." Nolan và Thomas cũng đảm nhiệm vai trò giám đốc sản xuất của Liên minh Công lý phiên bản của Zack Snyder (2021), một bản dựng của đạo diễn của Liên minh Công lý (2017).
Oppenheimer (2023) là tác phẩm tiếp theo trong sự nghiệp của Nolan, nội dung của tác phẩm xoay quanh về Robert Oppenheimer, cha đẻ của bom nguyên tử. Bộ phim do Universal Pictures tài trợ và phân phối phát hành, trở thành bộ phim đầu tiên của Nolan không thuộc quyền phát hành của Warner Bros. kể từ Memento. Thành công cả về chuyên môn lẫn thương mại, tác phẩm đã giúp Nolan giành được vô số nhiều giải thưởng cao quý, trong đó có hai giải Oscar cho Đạo diễn xuất sắc nhất và Phim hay nhất.
Tháng 12 năm 2024, sau thành công vang dội của Oppenheimer, Nolan tiếp tục cộng tác với Universal Pictures để chỉ đạo cho dự án sắp ra mắt mang tên Sử thi Odyssey, phiên bản chuyển thể của sử thi Odyssey với sự tham gia của các diễn viên gồm Matt Damon, Tom Holland, Zendaya, Anne Hathaway, Lupita Nyong'o, Robert Pattinson, và Charlize Theron. Việc sản xuất bộ phim được tiến hành vào tháng 1 năm 2025 và bộ phim được dự kiến lên lịch khởi chiếu vào ngày 17 tháng 7 năm 2026.

## Đời tư

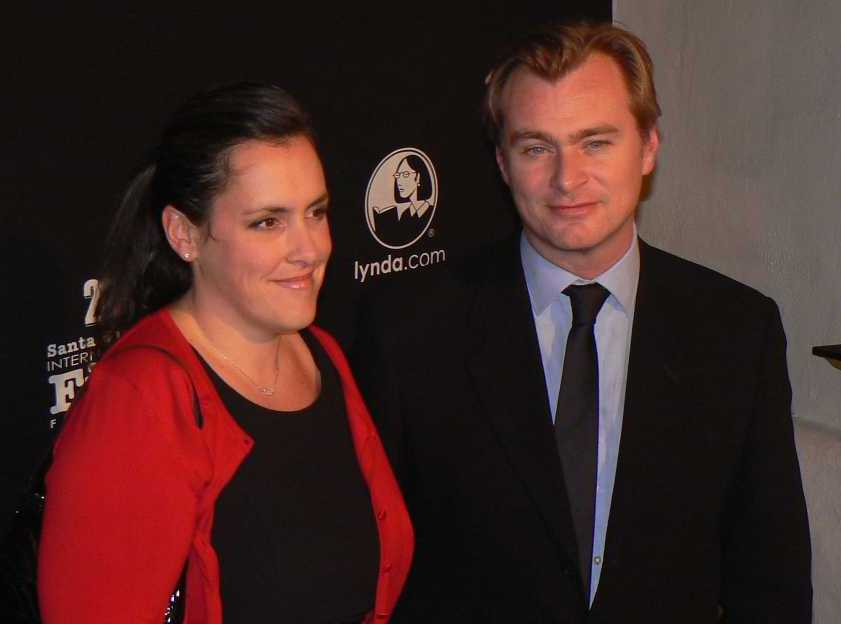
Nolan và vợ Emma Thomas vào tháng 1 năm 2011.

Nolan đã kết hôn với Emma Thomas, người mà ông gặp tại University College London năm 19 tuổi. Cô đã đảm nhiệm vai trò sản xuất cho tất cả các bộ phim mà ông đạo diễn, và cả hai đã cùng nhau thành lập công ty sản xuất Syncopy Inc. Cặp đôi có bốn người con và cư trú tại Los Angeles, California.  Nhằm bảo vệ đời tư của mình, ông hiếm khi đề cập tới cuộc sống cá nhân trong các cuộc phỏng vấn. Dù vậy, ông cũng bày tỏ công khai một số mối quan tâm chính trị xã hội của bản thân, chẳng hạn như các điều kiện hiện tại của vũ khí hạt nhân và các vấn đề môi trường mà ông cho rằng cần phải giải quyết. Ông cũng bày tỏ sự ngưỡng mộ đối với tính khách quan của khoa học, mong muốn nó được áp dụng "ở mọi khía cạnh trong nền văn minh của chúng ta." Nolan đã quyên góp cho chiến dịch tranh cử tổng thống của Barack Obama vào năm 2012. Ông cũng làm việc trong Hội đồng Thống đốc của Quỹ Điện ảnh & Truyền hình (MPTF).
Nolan không thích sử dụng điện thoại di động hoặc địa chỉ email. Ông cho biết: "Không phải tôi là một kẻ Luddite và ghét công nghệ; chỉ là tôi chưa bao giờ hứng thú... Khi tôi chuyển đến Los Angeles vào năm 1997, không ai có điện thoại di động, và tôi chưa bao giờ đi theo con đường đó." Trong một cuộc phỏng vấn với People vào tháng 12 năm 2020, Nolan xác nhận ông không có email hay điện thoại thông minh, nhưng có một "chiếc điện thoại nắp gập nhỏ" vẫn thường mang theo bên mình.

## Phong cách làm phim
Phim của Nolan thường dựa trên các chủ đề hiện sinh và nhận thức luận, khám phá các khái niệm về thời gian, ký ức và danh tính. Tác phẩm của ông được đặc trưng bởi những ý tưởng và hình ảnh được lấy cảm hứng từ toán học, cấu trúc tường thuật độc đáo, quan điểm duy vật và cách sử dụng âm nhạc và âm thanh đầy sức gợi. Guillermo del Toro gọi Nolan là "một nhà toán học giàu cảm xúc". Biên tập viên nghệ thuật của BBC, Will Gompertz, mô tả đạo diễn là "một nghệ sĩ phụ trách nghệ thuật tạo ra những bộ phim bom tấn đầy tham vọng về trí tuệ có thể khiến nhịp đập của bạn quay cuồng và đầu óc quay cuồng." Nhà lý thuyết điện ảnh David Bordwell cho rằng Nolan đã có thể kết hợp "xung động thử nghiệm" của mình với nhu cầu của giải trí chính thống, mô tả sâu hơn về tình yêu của ông là "thử nghiệm với thời gian điện ảnh bằng các kỹ thuật của quan điểm chủ quan và cắt ngang." Việc Nolan sử dụng các hiệu ứng thực tế trong máy ảnh, các mô hình và mô hình thu nhỏ, cũng như quay trên phim xenlulo, đã có ảnh hưởng lớn trong nền điện ảnh đầu thế kỷ 21. IndieWire viết vào năm 2019 rằng đạo diễn "giữ cho mô hình làm phim kinh phí lớn trở nên khả thi" trong thời đại mà việc làm phim bom tấn đã trở thành "một loại hình nghệ thuật chủ yếu do máy tính tạo ra."

## Công nhận
Sau khi thực hiện một số bộ phim có ảnh hưởng và nổi tiếng nhất trong thời đại của mình, tác phẩm của Nolan đã được "những người hâm mộ điện ảnh đại chúng cũng như các nhà phê bình và học giả điện ảnh đón nhận, phân tích và tranh luận mạnh mẽ". Một số bộ phim của ông đã được các nhà phê bình đánh giá là một trong những phim hay nhất trong thập kỷ tương ứng, và theo The Wall Street Journal, "khả năng kết hợp thành công phòng vé với tham vọng nghệ thuật đã mang lại cho ông một lượng ảnh hưởng đặc biệt trong ngành." Tom Shone coi Nolan là "nhà làm phim thành công nhất khi bước ra từ British Isles kể từ Alfred Hitchcock." Năm 2016, Memento, Kỵ sĩ bóng đêm và Inception xuất hiện trong danh sách 100 phim hay nhất thế kỷ 21 của BBC. Trong năm tiếp theo, năm trong số (sau đó là chín) phim của ông đã lọt vào cuộc bình chọn "100 phim hay nhất" của tạp chí Empire. Nolan đã được mô tả là "bậc thầy bom tấn thể nghiệm nhất của điện ảnh Mỹ" và là "thương hiệu dành cho chính ông."
Geoff Andrew của Viện phim Anh và tạp chí Sight & Sound đã gọi Nolan là "người kể chuyện sáng tạo đầy thuyết phục", coi ông là một trong số ít những nhà làm phim đương đại sản xuất những bộ phim mang tính cá nhân cao trong dòng phim đại chúng Hollywood. Andrew cũng chỉ ra rằng các bộ phim của Nolan đáng chú ý vì "kỹ thuật điêu luyện và sự tinh tế về hình ảnh" cũng như "khả năng tường thuật tuyệt vời cùng sự quan tâm đối với các câu hỏi triết học phức tạp". David Bordwell nhận xét rằng Nolan "được coi là một trong những nhà làm phim còn sống thành công nhất", đồng thời khen ngợi khả năng biến các phim theo thể loại riêng thành phim nghệ thuật và phim sự kiện, cũng như khen ngợi các con số doanh thu phòng vé, sự hoan nghênh của giới phê bình và sự nổi tiếng giữa cộng đồng khán giả. Năm 2008, nhà phê bình phim Philip French coi Nolan là "Tài năng lớn đầu tiên xuất hiện trong thế kỷ 21", trong khi Forbes gọi ông là "một trong những nhà làm phim thành công nhất và được ca ngợi nhất trong thời đại của chúng ta" vào năm 2015. Nhà phê bình phim Mark Kermode khen đạo diễn đã đưa "kỷ luật và đạo đức của việc làm phim art-house độc lập" vào các bộ phim bom tấn của Hollywood. The Observer mô tả Nolan là một "người kể chuyện khéo léo, phong cách, có khả năng kết hợp hình ảnh của Spielberg với trí tuệ phức tạp của Nicolas Roeg hay Alain Resnais". Mark Cousins hoan nghênh đạo diễn đã nắm bắt những ý tưởng lớn, "Các nhà làm phim Hollywood thường né tránh những ý tưởng – nhưng Christopher Nolan thì không". Scott Foundas của Variety tuyên bố Nolan là "người kể chuyện hàng đầu trong thế hệ của ông".
Nolan đã được nhiều người cùng thời ca ngợi, trong đó một số cá nhân cho rằng tác phẩm của ông có ảnh hưởng đến chính bản thân họ. Rupert Wyatt cho biết trong một cuộc phỏng vấn rằng ông nghĩ về Nolan như một "người đi trước... ông được vô cùng ngưỡng mộ với tư cách là một nhà làm phim bậc thầy, nhưng cũng là người đã cho những người khác đứng đằng sau ông một cây gậy để đánh lại những kẻ phản đối, những người chưa bao giờ nghĩ rằng khán giả đại chúng hiện đại sẽ sẵn sàng đón nhận câu chuyện và nhân vật nhiều như cảnh tượng". Kenneth Branagh gọi cách tiếp cận làm phim quy mô lớn của Nolan là "độc nhất vô nhị trong điện ảnh hiện đại", đồng thời nói thêm "bất kể phim của ông trở nên phổ biến như thế nào, ông vẫn là một nghệ sĩ và là một auteur. Tôi nghĩ vì lý do đó mà ông đã trở thành một hình tượng anh hùng cho cả khán giả và những người đứng sau máy quay." Michael Mann khen ngợi Nolan vì "tầm nhìn dị biệt" và gọi ông là "một auteur hoàn hảo". Nicolas Roeg nói về Nolan, "Những bộ phim của [anh] có một điều kỳ diệu đối với họ... Mọi người nói về 'nghệ thuật thương mại' và thuật ngữ này thường là tự phủ định; Nolan hoạt động trong lĩnh vực thương mại và có điều gì đó rất thơ mộng về trong các tác phẩm của anh ấy." Martin Scorsese nhận định Nolan là một nhà làm phim đã tạo ra "những bộ phim được làm đẹp trên quy mô lớn", và Luca Guadagnino gọi ông là "một trong những auteur tuyệt đỉnh." Damien Chazelle nói về Nolan, "Đây là một nhà làm phim đã xoay sở hết lần này đến lần khác để thực hiện những dự án có vẻ phi nhân cách nhất – sử thi siêu anh hùng, những người uốn nắn tâm trí không gian sâu – mang lại cảm giác cá nhân sâu sắc". Olivier Assayas cho biết anh ngưỡng mộ Nolan vì đã "làm ra những bộ phim thực sự không giống bất cứ thứ gì khác. Theo cách tôi thấy, ông có một giọng nói thật sự chân thực." Bàn về sự khác biệt giữa phim nghệ thuật và phim bom tấn của các hãng phim lớn, Steven Spielberg đề cập đến loạt phim Kỵ sĩ bóng đêm của Nolan như một ví dụ về cả hai; ông đã mô tả Memento và Inception là "tác phẩm bậc thầy". Denis Villeneuve nói về Nolan, "[Anh ấy] là một nhà làm phim rất ấn tượng, bởi vì anh có thể giữ được bản sắc của riêng mình mà vẫn tạo ra được một vũ trụ riêng ở trong phạm vi rộng lớn đó... Để đưa các khái niệm trí tuệ và đưa chúng trong phạm vi đó lên màn ảnh ngay bây giờ – điều này là rất hiếm. [Càng xem] mỗi bộ phim mà anh thực hiện, tôi càng thêm ngưỡng mộ tác phẩm của anh."

## Giải thưởng

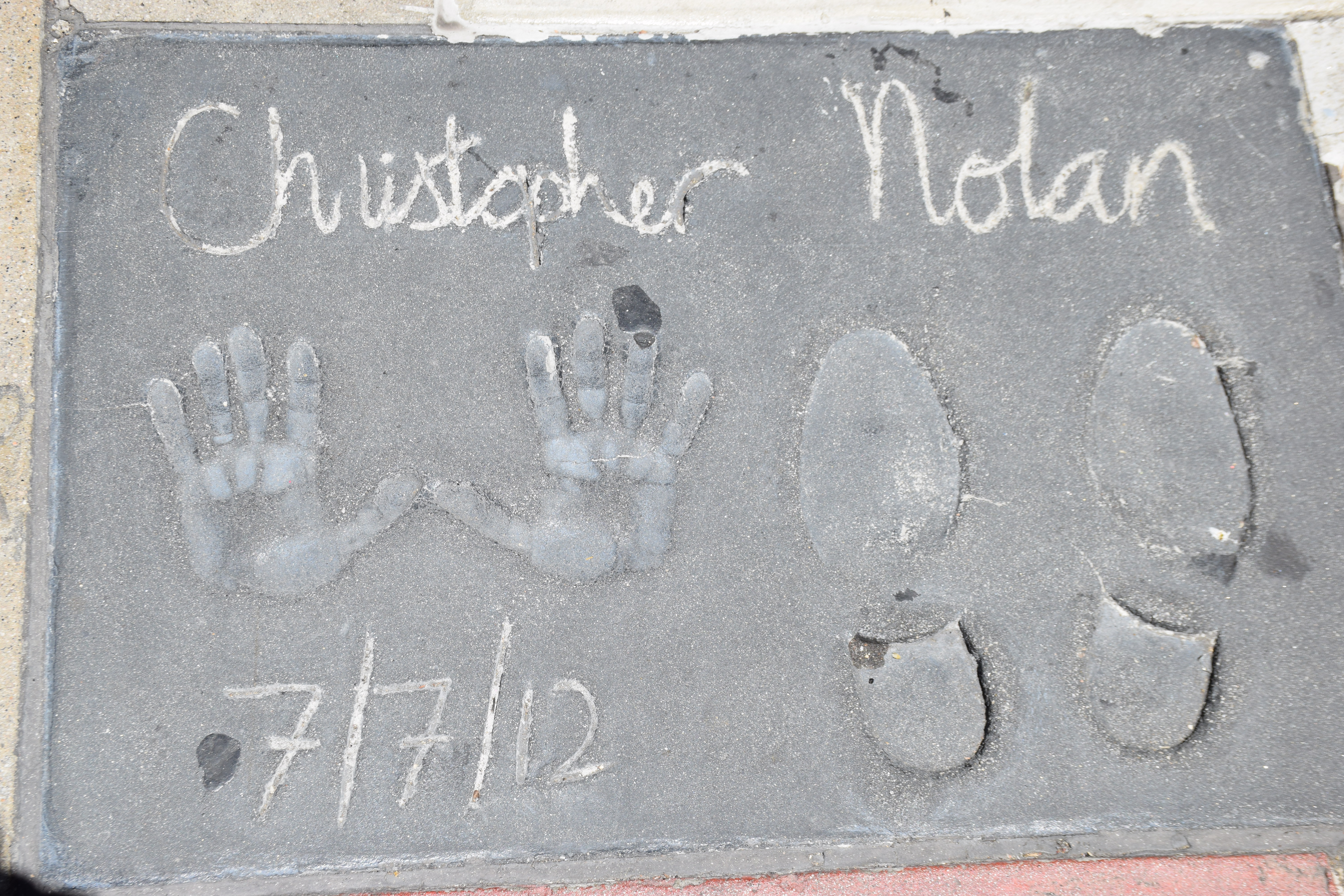
Bàn tay và dấu chân của Nolan trước Grauman's Chinese Theatre ở Hollywood.

Tính đến năm 2024, Nolan đã giành được hai giải Oscar, hai giải BAFTA và 2 giải Quả cầu vàng đều ở các hạng mục Phim hay nhất và Đạo diễn xuất sắc nhất, thông qua tác phẩm Oppenheimer. Các bộ phim của ông đã nhận được tổng cộng 49 đề cử Oscar, trong đó có 18 lần chiến thắng. Nolan được vinh danh là Thành viên danh dự của UCL vào năm 2006, và được phong bằng Tiến sĩ danh dự về văn học (DLit) vào năm 2017. Năm 2012, ông trở thành đạo diễn trẻ tuổi nhất được tổ chức lễ in dấu tay và chân tại Grauman's Chinese Theatre ở Los Angeles. Nolan cũng xuất hiện trong danh sách 100 người có tầm ảnh hưởng nhất thế giới của tạp chí Time vào năm 2015. Nolan đã được phong tặng danh hiệu Chỉ huy Đế chế Anh vào năm 2015 và Hiệp sĩ Anh vào năm 2024 cho những đóng góp của ông trong ngành công nghiệp điện ảnh.

## Danh sách phim
| Năm  | Tựa đề                  | Phân phối                           |
| ---- | ----------------------- | ----------------------------------- |
| 1998 | Following               | Momentum Pictures                   |
| 2000 | Memento                 | Newmarket Films                     |
| 2002 | Insomnia                | Warner Bros.                        |
| 2005 | Huyền thoại Người Dơi   | Warner Bros.                        |
| 2006 | Ảo thuật gia đấu trí    | Buena Vista Pictures / Warner Bros. |
| 2008 | Kỵ sĩ bóng đêm          | Warner Bros.                        |
| 2010 | Kẻ trộm giấc mơ         | Warner Bros.                        |
| 2012 | Kỵ sĩ bóng đêm trỗi dậy | Warner Bros.                        |
| 2014 | Hố đen tử thần          | Paramount Pictures / Warner Bros.   |
| 2017 | Cuộc di tản Dunkirk     | Warner Bros.                        |
| 2020 | Tenet                   | Warner Bros.                        |
| 2023 | Oppenheimer             | Universal                           |
| 2026 | Sử thi Odyssey          | Universal                           |